# Vickers MBT
Vickers MBT – brytyjski czołg podstawowy, produkowany na eksport.

## Historia
Pod koniec lat pięćdziesiątych w Wielkiej Brytanii rozpoczęto pracę nad nowymi wersjami czołgów były to Centurion i Chieftain, które miały zastąpić używane w tym okresie czołgi z okresu II wojny światowej. Zainteresowane były nimi także inne kraje, lecz z uwagi na ich cenę nie zamawiały ich. W związku z tym kierownictwo brytyjskiej wytwórni Vickers z własnej inicjatywy rozpoczęło pracę nad tańszą wersją czołgu podstawowego, który oznaczono jako Vickers MBT.
Przy jego opracowaniu wykorzystywano elementy pochodzące z czołgów Centurion i Chieftain, co znacznie skróciło pracę nad jego projektem. Już w 1962 roku zbudowano prototyp tego czołgów i od razu został on przez Indie zakupiony wraz z licencją na jego budowę.
Produkcję seryjną tego czołgu oznaczoną jako Vickers Mk 1 MBT rozpoczęto w Wielkiej Brytanii w 1964 roku, a w 1965 roku w Indiach pod oznaczeniem Vijayanta. Po podjęciu produkcji seryjnej rozpoczęto także dalsze pracę nad tym czołgiem w związku z zamówieniem złożonym przez armię kenijską. Wersja ta została wyposażona w lepszy system kierowania ogniem oraz nową armatę L7A1 zamiast dotychczasowej L7. Wersja ta została oznaczona jako Vickers Mk 3 MBT. Na podwoziu tego czołgu budowano także pojazdy specjalne.
Produkowane wersje czołgu:
- Vickers Mk 1 MBT – wersja podstawowa, wyposażona w armatę L7 kal. 105 mm z klasycznym systemem kierowania ogniem (produkowana także w Indiach pod nazwą Vijayanta)
- Vickers Mk 2 MBT – prototyp z dwoma karabinami maszynowymi na wieży (zbudowano tylko jeden egzemplarz)
- Vickers Mk 3 MBT – wersja produkowana dla Kenii, posiada nowy silnik, armatę L7A1 oraz system kierowania ogniem umożliwiający prowadzenie ognia w nocy i warunkach słabej widoczności
- wersje specjalne:
  - Vickers AVLB – czołg przewożący most składany
  - Vickers ARV – czołg saperski z lemieszem spychacza oraz dźwigiem
  - Vickers AA – czołg przeciwlotniczy wyposażony w wieże firmy Marconi z dwoma działkami przeciwlotniczymi Marksman kal. 35 mm

## Opis konstrukcji
Czołg zbudowany jest w klasyczny sposób.
Kadłub prostokątny, z przodu nachylony. Miejsce kierowcy umieszczone jest z prawej strony kadłuba. Silnik umieszczony z tyłu kadłuba.
Wieża umieszczona w przedniej części kadłuba, wyposażona w dwa włazy, właz z prawej strony jest większy i umieszczono na nim obrotnicę przeciwlotniczego karabinu maszynowego. Armata umieszczona jest w 1/3 wysokości wieży. Jarzmo armaty ma kształt cylindra i osłonięte jest skórzanym płaszczem. W wieży znajdują się pozostałe miejsca załogi: dowódcy z prawej strony wieży, działonowego z lewej strony i poniżej ładowniczego.
Układ jezdny składa się z 6 kół oraz 3 kół podporowych. Górna część układu jezdnego osłonięta jest płytami pancernymi.

## Użycie
Czołgi Vickers MBT znalazły się na wyposażeniu wojsk indyjskich od 1965, a następnie dalszych państw: Kenii, Nigerii i Tanzanii. Przy czym wojska indyjskie używają czołgów produkowanych na licencji w Indiach pod nazwą Vijayanta, a pozostałe produkcji brytyjskiej.
Liczba posiadanych czołgów Vickers MBT i ich wersji w 2005 roku
- Indian Army – 1200
- Nigeria – 183
- Kenia – 42
- Tanzania – ?